# Avraham Poraz

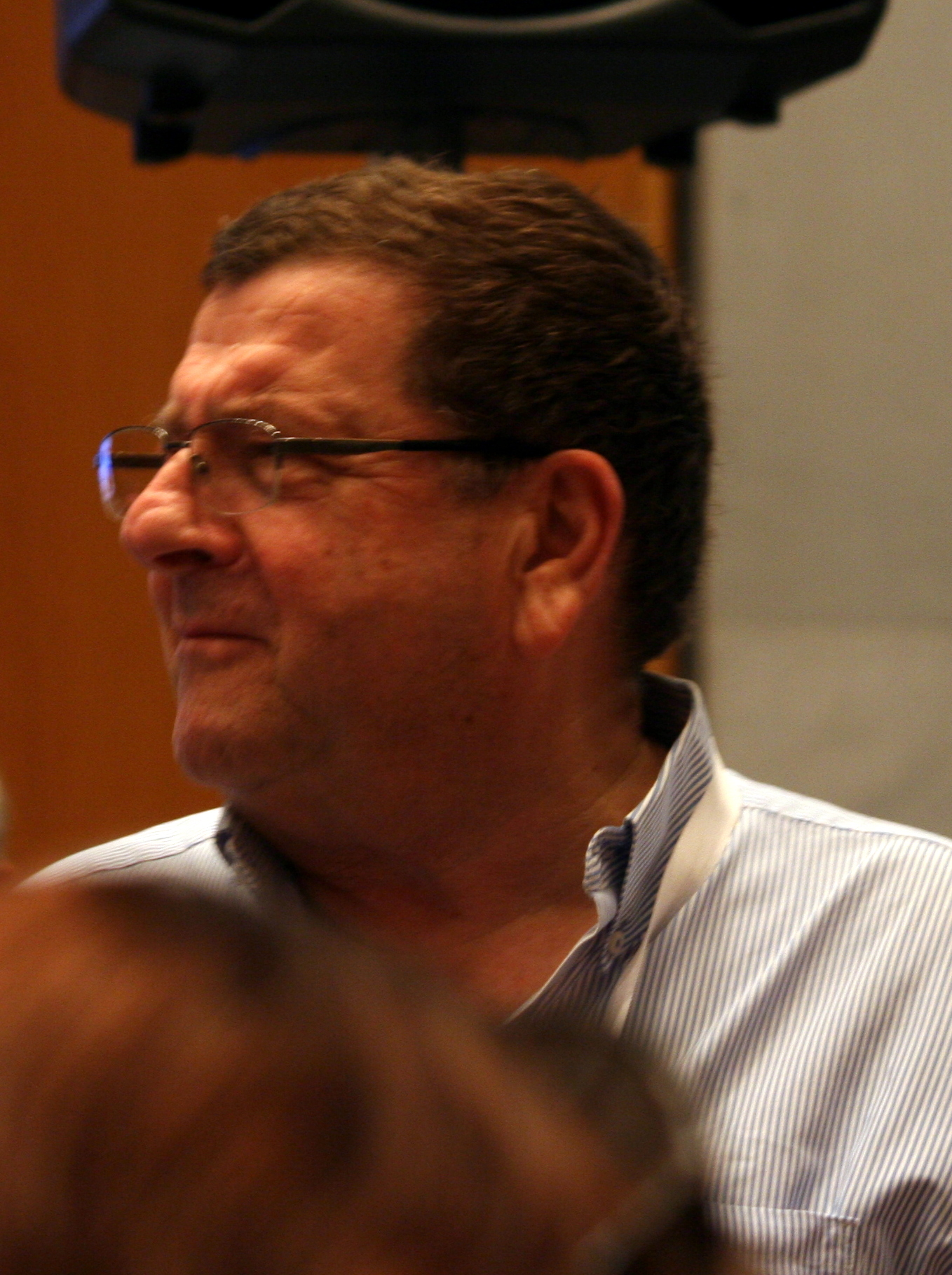
Poraz 2012

Avraham Poraz (אברהם פורז; * 9. August 1945 als Avraham Pozmantir in Bukarest) ist ein israelischer Jurist und ehemaliger Politiker.

## Leben
Poraz wurde 1945 in Bukarest, Rumänien, geboren und wanderte 1950 nach Israel aus. Er diente im Militärpolizeikorps der israelischen Streitkräfte und studierte später Rechtswissenschaften an der Hebräischen Universität in Jerusalem und wurde als Anwalt zertifiziert.
Von 1983 bis 1988 war er Mitglied des Gemeinderats von Tel Aviv-Jaffa und Vorsitzender des Stadtprüfungsausschusses. Er war von 1982 bis 1983 und von 1988 bis 1990 Vorsitzender des Schinui-Parteisekretariats. Von 1984 bis 1988 war er Leiter des Projekts zur Einrichtung des israelischen Kanals 2, des Kabelfernsehens und des Regionalradios.
1988 wurde er in die Knesset für Schinui gewählt. Bei den folgenden Wahlen wurde er für Meretz gewählt, in das Shinui fusioniert hatte. Er war Mitglied des Ausschusses des Repräsentantenhauses, des Ausschusses für Verfassung, Recht und Justiz, der Ethikkommission, des Ausschusses für Innere Angelegenheiten und Umwelt und des Finanzausschusses. Er war auch Vorsitzender des Wirtschaftsausschusses. Im Februar 2003 wurde er von Premierminister Ariel Scharon zum Innenminister ernannt.
Im Juli 2004 wurde bekannt, dass ein anderes Mitglied der Shinui-Partei, Yosef Paritzky, versucht hatte, ihn während der Vorwahlen der Partei reinzulegen. Paritzky gestand und wurde aus seiner Position als Infrastrukturminister entlassen. Im Dezember 2004, nachdem Shinui gegen den Staatshaushalt für 2004 gestimmt hatte, entließ Ariel Scharon Poraz zusammen mit dem Rest seiner Fraktion.
Bei den Shinui-Vorwahlen zur siebzehnten Knesset verlor er den zweiten Platz in ihrer Liste. Er verließ Shinui mit zehn anderen MKs und gründete die Säkulare Fraktion, die später in Hetz umbenannt wurde, die Partei erreichte jedoch nicht den Mindestanteil an Stimmen, um an der Wahl teilnehmen zu können. Daraufhin zog er sich aus der Politik zurück und kehrte in die Rechtspraxis zurück.
Er ist verheiratet und hat zwei Kinder.